# Magdeburger Straßen/B
Nachfolgend werden Bedeutungen und Umstände der Namengebung von Magdeburger Straßen und ihre Geschichte aufgezeigt. Aktuell gültige Straßenbezeichnungen sind in Fettschrift angegeben, nach Umbenennung oder Überbauung nicht mehr gültige Bezeichnungen in Kursivschrift. Soweit möglich werden auch bestehende oder ehemalige Institutionen, Denkmäler, besondere Bauten oder bekannte Bewohnerinnen und Bewohner aufgeführt.
Die Liste erhebt zunächst noch keinen Anspruch auf Vollständigkeit.
Babelsberger Straße; Stadtteil Cracau; PLZ 39114
Vormals:
Friedrichstraße
Babelsbergstraße
Die Straße wurde 1930 nach dem Schloss Babelsberg in Babelsberg, einem heutigen Stadtteil der Stadt Potsdam, benannt. Heute wird die Benennung häufig eher auf den Stadtteil Babelsberg selbst zurückgeführt. Für diese Bedeutungsänderung spricht auch die veränderte Schreibweise des Straßennamens.
Bachstelzenweg; Stadtteil Cracau; PLZ 39114
Diese Straße wurde im Jahr 2001 nach der Vogelart Bachstelze benannt. Bei der Benennung der im Zuge der Erschließung eines neuen Wohngebietes entstandenen Straße orientierte man sich an der Namenswahl der benachbarten Straßen, die ebenfalls nach Vögeln benannt sind.
Bachstraße; Stadtteil Alte Neustadt; PLZ 39106
Vormals: Sebastian-Bach-Straße
Benannt nach dem deutschen Komponisten Johann Sebastian Bach.
Bäckergasse; Stadtteil Beyendorf-Sohlen; PLZ 39122
Der Straßenname rührt von einer hier ursprünglich bis 1973/1974 einmal befindlichen Bäckerei her. Betreiber der Bäckerei waren nacheinander zumindest Julius Hansen, Weinhauer, Richard Lichtenberg, Kurt Hermann und Burkhard Körtge. Die Straße selbst war ursprünglich ein Feldweg. Aufgrund ihrer tiefen Lage war jedoch bereits früh die Bezeichnung Gasse aufgekommen. Anfang der 1990er Jahre wurde die Straße gepflastert.
Bäckerstraße; Stadtteil Diesdorf; PLZ 39110
Heute: ?
In dieser Straße befand sich eine Bäckerei. Im Adressbuch von 1916 wird ein Bäckermeister Münchmeyer aufgeführt.
Bäckerstraße; Stadtteil Ottersleben; PLZ 39116
Heute: Backhausstraße (ab 1952)
Der Name der Straße ging wohl auf zwei hier ursprünglich in der Nähe befindliche Backstuben zurück (siehe Backhausstraße). Im Zuge der Eingemeindung Otterslebens nach Magdeburg wurde sie 1952 umbenannt, da es in Magdeburg bereits eine Bäckerstraße gab.
Bäckerstraße; Stadtteil Salbke; PLZ 39122
Der Name der Straße bestand bereits vor 1910 und geht möglicherweise auf eine hier einmal befindliche Bäckerei zurück.
Backhausstraße; Stadtteil Ottersleben; PLZ 39116
Vormals: Bäckerstraße (bis 1952)
In der Nähe dieser Straße gab es ursprünglich zwei Backstuben, die wohl zur Benennung als Bäckerstraße und später Backhausstraße führten. Ein altes Backhaus ist für die Adresse Breite Straße Nr. 51/52 erwähnt. Es war ursprünglich das wohl als Spielhaus bezeichnete Gebäude, welches später zum Backhaus umgebaut wurde. Neben der Backstube enthielt es auch eine Stube für den Nachtwächter bzw. den Dorfknecht. Als erster Gemeindebäcker ist Heinrich Bauermeister für die Zeit von 1684 bis 1704 überliefert. Die Gemeinde verpachtete das Backhaus. Dies brachte zum Beispiel 1800 ungefähr 76 Taler ein. 1832 wurde es an den Bäckermeister Andreas Bauermeister verkauft. Bis dahin waren hier 13 Bäckermeister tätig gewesen.
Ein zweites Backhaus hatte die Gemeinde 1787 in der Rosenstraße Nr. 1 errichtet. Auch hier erfolgte eine Verpachtung. Nacheinander pachteten vier Bäcker das Gebäude, bis es 1832 an Johann Joachim Frebel verkauft wurde.
Später gab es auch direkt in der Backhausstraße einen Bäcker Schulze. Diese Bäckerei schloss in der Zeit der DDR. Die Straße wurde im Zuge der Eingemeindung Otterslebens nach Magdeburg 1952 umbenannt, da es in Magdeburg bereits eine Bäckerstraße gab.
Badeleber Straße; Stadtteil Stadtfeld West; PLZ 39110
Diese Straße wurde 1966 nach dem südöstlich von Helmstedt in Sachsen-Anhalt gelegenen Dorf Badeleben benannt.
Badestraße; Stadtteil Werder; PLZ 39114
Der Name der Straße dürfte auf die hier ursprünglich befindliche Flussbadeanstalt Katerbowsche Badeanstalt zurückgehen. Die Benennung der Straße erfolgte vermutlich bereits in der zweiten Hälfte des 19. Jahrhunderts.
Badeteichstraße; Stadtteil Rothensee; PLZ 39126
Die Straße erhielt 1932 ihren Namen. Der Name rührt von einem ursprünglich in der Nähe bestehenden alten Arm der Elbe her, der als Badeteich genutzt wurde. Dieser ursprünglich eine Flussschleife darstellende Elbarm war bei einer Begradigung des Flusslauf im Jahr 1788 entstanden und erstreckte sich im Bereich zwischen heutige Badeteichstraße und Forsthausstraße bis hin zu sumpfigen Gebieten im Rothenseer Busch. Nach und nach setzte eine Verlandung und Überbauung ein.
Baenschstraße; Stadtteil Altstadt; PLZ 39104
Diese heute nicht mehr bestehende Straße verband die Otto-von-Guericke-Straße mit der Bahnhofstraße und befand sich zwischen der südlicher gelegenen Franckestraße und der nördlich gelegenen Hasselbachstraße. Benannt war diese Straße nach dem Magdeburger Verleger und Kommerzienrat Friedrich Robert Emanuel Baensch.
Bahnhofstraße; Stadtteil Altstadt; PLZ 39104
Heute: Nördlicher Teil seit 2003: Willy-Brandt-Platz
Diese Straße verläuft östlich am Magdeburger Hauptbahnhof vorbei und erhielt daher 1873 ihren Namen.
Das nördliche Teilstück der Straße, im Volksmund als Bahnhofsvorplatz bezeichnet, wurde 2003 in Willy-Brandt-Platz umbenannt. Die Umstände der Umbenennung waren in der Öffentlichkeit und im Stadtrat umstritten. Vorausgegangen war eine Absprache zwischen den Ratsfraktionen von CDU und SPD. Die CDU-Fraktion wünschte die Benennung eines zentralen Platzes nach Konrad Adenauer und bot daher der SPD die Zustimmung zur Benennung nach Willy Brandt an, soweit diese auch Konrad Adenauer mittrage. Weil dadurch eine Mitsprache der Öffentlichkeit ausgeschlossen war und die Benennung nach Adenauer auf Widerstand stieß, regte sich heftige Kritik.
Bahnikstraße; Stadtteil Leipziger Straße; PLZ 39112
Vormals: Nordstraße
Diese Straße wurde 1948 nach dem Kommunisten und Antifaschisten Wilhelm Bahnik benannt.
Bahnstraße; Stadtteil Westerhüsen; PLZ 39122
Vormals: Mühlenweg
Die Straße verläuft parallel zu einem Teilstück der Bahnstrecke Magdeburg–Leipzig und erhielt daher diesen Namen.
Bahrendorfer Straße; Stadtteil Sudenburg; PLZ 39112
Vormals: Ottersleber Straße (bis 1910)
1910 benannt nach dem südlich von Magdeburg in der Magdeburger Börde in Sachsen-Anhalt gelegenen Dorf Bahrendorf.
Bakestraße; Stadtteil Stadtfeld Ost; PLZ 39108
Diese Straße wurde 1901 nach dem Theologen und Pfarrer am Magdeburger Dom Reinhard Bake benannt.
Baldur-von-Schirach-Straße; Stadtteil Ottersleben; PLZ 39116
Heute: Frankefelde
Diese Straße war in der Zeit des Nationalsozialismus nach dem NSDAP-Politiker Baldur von Schirach benannt.
Ballenstedter Straße; Stadtteile Lemsdorf und Ottersleben; PLZ 39118
Vormals: Wanzleber Straße (bis 1910)
Diese Straße wurde 1910 nach der südöstlich von Quedlinburg in Sachsen-Anhalt gelegenen Stadt Ballenstedt benannt.
Banckstraße; Stadtteil Neue Neustadt; PLZ 39124
Heute: Curiestraße
Diese Straße war nach dem Magdeburger Kaufmann und Bankier Heinrich Ludwig Banck benannt. Banck gehörte ursprünglich das Gelände auf dem diese Straße und das umliegende Wohngebiet entstand. Auch das Wohngebiet trug daher ursprünglich den Namen Banck’sche Siedlung und wird heute als Curiesiedlung bezeichnet.
Bandstraße; Stadtteil Altstadt; PLZ 39104
Diese Straße entstand 1852 als neue Verbindungsstraße zwischen Breitem Weg und Fabrikenstraße, der späteren Franziskaner Straße, innerhalb der Magdeburger Altstadt. Den Namen erhielt die Straße wegen einer dort befindlichen Bandfabrik. Im Zweiten Weltkrieg wurde das Gebiet durch Luftangriffe schwer zerstört. Im Rahmen des sich nicht an die gewachsene Stadtstruktur haltenden Wiederaufbaus wurde diese Straße überbaut. Die Straße war schräg gegenüber dem heutigen Haus des Lehrers auf der westlichen Seite des Breiten Wegs, etwas nach Süden versetzt. An der Stelle befindet sich heute ein 10-geschossiges in Plattenbauweise errichtetes Gebäude.
Bandwirkerstraße; Stadtteil Brückfeld; PLZ 39114
Die Straße wurde im Jahr 1954 vermutlich nach der Berufsgruppe der Bandwirker benannt.
Barbarastraße; Stadtteil Reform; PLZ 39118
Heute: Louis-Braille-Straße
Diese Straße entstand in den Jahren 1910 und 1911 durch den Bauverein der Grusonwerk-Beamten und diente der Schaffung kostengünstiger Wohnhäuser mit Garten für Mitarbeiter des Krupp-Grusonwerkes. Insgesamt entstanden 29 Ein- und Zweifamilienhäuser in 3 Straßen. Die Straßen erhielten Namen von Mitgliedern der Familie Krupp. Die Barbarastraße war der jüngsten Tochter Friedrich Alfred Krupps Barbara Krupp gewidmet. Die anderen Straßen waren die Alfredstraße und Berthastraße.
Barbyer Weg; Stadtteil Neustädter Feld; PLZ 39128
Vormals: Togoweg (bis 1946)
1946 benannt nach der südöstlich von Schönebeck an der Elbe in Sachsen-Anhalt gelegenen Stadt Barby.
Barlachstraße; Stadtteil Stadtfeld Ost; PLZ 39108
Benannt nach dem Bildhauer, Grafiker und Dichter Ernst Barlach.
Barleber Chaussee; Stadtteile Neustädter See, Kannenstieg und Sülzegrund; PLZ 39126
Die Straße ist nach dem nördlich von Magdeburg in Sachsen-Anhalt gelegenen Ort Barleben benannt, zu dem sie aus Richtung Magdeburg kommend führt.
Barleber Stieg;
Diese Straße existiert heute nicht mehr. Sie war nach dem nördlich von Magdeburg in Sachsen-Anhalt gelegenen Ort Barleben benannt.
Barleber Straße; Stadtteil Neustädter See; PLZ 39126
Die Straße ist seit 1887 nach dem nördlich von Magdeburg in Sachsen-Anhalt gelegenen Ort Barleben benannt, zu dem sie aus Richtung Magdeburg kommend führte. Ursprünglich schloss sie direkt an die Barleber Chaussee an. Heute endet sie jedoch als Sackgasse am Neustädter See.
Bärstraße; Stadtteil Altstadt; PLZ 39104
Der Name dieser Straße der Magdeburger Altstadt geht auf einen hier ursprünglich einmal befindlichen Gasthof Zum Schwarzen Bären zurück.
Eine Inschrift am Bärbogen, der am Breiten Weg die Bärstraße überbaut, verweist auf den 1951 hier begonnenen Wiederaufbau der Stadt.
Basaltweg; Stadtteil Alt Olvenstedt; PLZ 39130
Benannt nach dem Gestein Basalt. Die Benennung geht auf einen Vorschlag des Arbeitskreises Alt Olvenstedt zurück, der für die Straßen im neuen Wohngebiet „An den Röthen“ Namen aus der Geologie vorsah. Der Stadtrat folgte dem Vorschlag mit Beschluss vom 7. Februar 2002.
Basedowstraße; Stadtteil Buckau; PLZ 39104
Vormals: Freytagstraße
Diese Straße wurde 1890 nach dem Pädagogen und Schriftsteller Johann Bernhard Basedow (1724–1790) benannt.
Bassermannstraße; Stadtteil Cracau; PLZ 39114
Diese Straße wurde 1930 nach dem liberalen deutschen Politiker Friedrich Daniel Bassermann (1811–1855) benannt.
Bauernstraße; Stadtteil Alt Olvenstedt; PLZ 39130
 ?
Bauernwerder; Stadtteil Industriehafen; PLZ 39126
Die Straße erhielt ihren Namen im Jahr 1912. Mit der Bezeichnung Bauern sollte wohl auf den ehemaligen ländlichen Charakter des nahegelegenen Dorfes Rothensee hingewiesen werden. Die Benennung als Werder ging auf das in unmittelbarer Nähe gelegene Elbufer zurück.
Bauhausstraße; Stadtteil Brückfeld; PLZ 39114
Vormals:
- Dirschauer Straße
- Albert-Kuntz-Straße

Die Straße wurde 1992 nach dem Bauhaus, Deutschlands berühmtester Kunst-, Design- und Architekturschule, benannt. Damit sollte das Neue Bauen, welches in Magdeburg eine starke Tradition hatte, gewürdigt werden.
Baumschulenweg; Stadtteil Nordwest; PLZ 39128
 ?
Beaumontstraße; Stadtteil Altstadt; PLZ 39104
Heute: Erzbergerstraße
Die Benennung der Straße erinnerte an das Gefecht bei Beaumont beim Ort Beaumont-en-Argonne im Deutsch-Französischen Krieg am 30. August 1870, bei der insbesondere auch Magdeburger Regimenter beteiligt waren.
Bebelstraße; Stadtteil Ottersleben; PLZ 39116
Vormals: Schlageterstraße (nordwestlicher Teil)
Benannt nach dem Mitbegründer der SPD, August Bebel.
Bebertaler Straße; Stadtteil Neue Neustadt; PLZ 39124
Diese Straße wurde nach der in Sachsen-Anhalt, Landkreis Börde, gelegenen ehemaligen Gemeinde Bebertal benannt.
Beethovenstraße; Stadtteil Alte Neustadt; PLZ 39106 (Wohngebiet Nordfront)
Benannt nach dem Komponisten Ludwig van Beethoven.
Behneweg; Stadtteil Ottersleben; PLZ 39116
Benannt nach dem Kunstpolitiker und Wissenschaftler Adolf Behne.
Die Benennung erfolgte durch den Stadtrat am 8. Juni 2000, war jedoch umstritten. Die Treuhandliegenschaftsgesellschaft mbH (TLG) wollte ein neues Wohngebiet mit neun neuen Straßen erschließen. Die TLG schlug zur Benennung im Wesentlichen Magdeburger Künstler, so auch Adolf Behne vor. Hiergegen wandte sich die Bürgerinitiative „Bürger für Ottersleben e. V.“ Sie schlug alte Flurbezeichnungen und dörfliche Begriffe zur Benennung vor. Der Behneweg sollte danach „Zu den Hängelsbergen“ heißen. Hierbei handelt es sich um eine Erhebung in der Nähe. Die CDU-Ratsfraktion brachte einen entsprechenden Änderungsantrag in den Stadtrat ein. Zur Begründung hieß es, Benennungen nach Personen seien in dem Gebiet eher unüblich und es fehle eine Verbindung zu Ottersleben. Der Änderungsantrag fand im Kommunal- und Rechtsausschuß eine Mehrheit. Im Stadtrat wurde der Antrag jedoch abgelehnt, so dass die Straße nach Adolf Behne benannt wurde.
Behringstraße; Stadtteil Altstadt; PLZ 39104
Vormals: Blücherstraße
Benannt nach dem dänischen Entdecker Vitus Jonassen Behring.

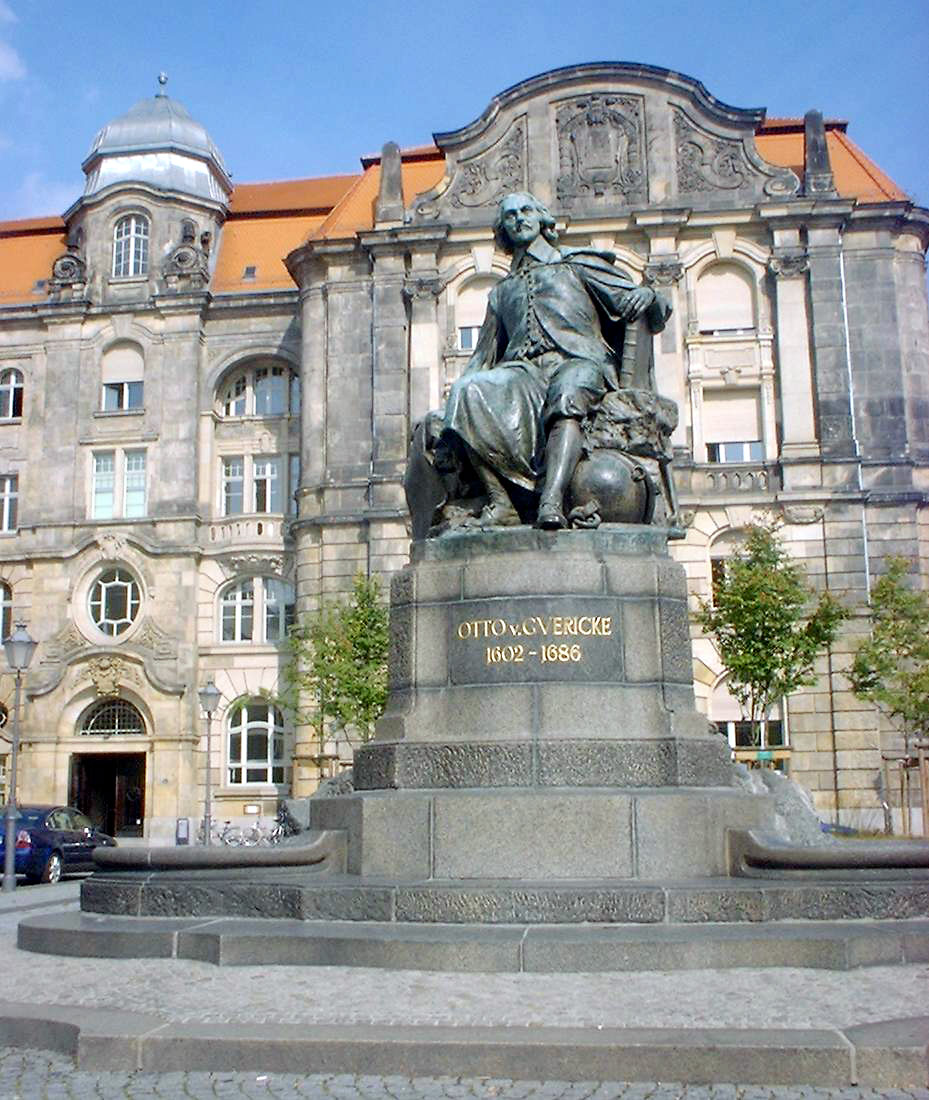
Guericke-Denkmal

Bei der Hauptwache; Stadtteil Altstadt; PLZ 39104
Der Name des an der nordöstlichen Ecke des Alten Markts gelegenen Platzes, leitet sich von der 1723 eingerichteten Hauptwache der königlichen Garnison, der Alten Hauptwache ab. In der Vergangenheit war auch der Name Hinter der Hauptwache gebräuchlich.
Institutionen, Bauwerke, Denkmäler:
- Otto-von-Guericke-Denkmal, 1907 geschaffen von Karl Friedrich Echtermeier.

Beimsplatz; Stadtteil Stadtfeld West; PLZ 39110
Vormals:
Enckeplatz
Beimsplatz
Enckeplatz
Benannt nach dem Magdeburger Oberbürgermeister Hermann Beims.
Beimsstraße; Stadtteile Stadtfeld West und Sudenburg; PLZ 39110 und 39112
Vormals: Enckestraße
Benannt nach dem Magdeburger Oberbürgermeister Hermann Beims.
Bekassinenweg; Stadtteil Stadtfeld West; PLZ 39110
Vormals: Schönauer Straße (bis 1951)
Diese Straße wurde 1951 nach der Schnepfenart Bekassine benannt.
Belforter Privatweg; Stadtteil Stadtfeld Ost; PLZ 39108
Heute: Robert-Seitz-Straße
Die Straße wurde ursprünglich zum Gedenken an die Übergabe der französischen Stadt Belfort am 16. Februar 1871 an deutsche Truppen nach 108-tägiger Belagerung benannt. Belfort war im Deutsch-Französischen Krieg 1870/1871 von besonderer strategischer Bedeutung und fiel als letzte französische Festung an die deutsche Seite. Nach dem Zweiten Weltkrieg wurden die an Schlachten erinnernden Straßennamen (Sedan, Belfort) gegen unverfänglichere Namen ausgetauscht.
Belforter Straße; Stadtteil Stadtfeld Ost; PLZ 39108
Vormals: Belfortstraße
Heute: Hans-Löscher-Straße
Die Straße wurde ursprünglich zum Gedenken an die Übergabe der französischen Stadt Belfort am 16. Februar 1871 an deutsche Truppen nach 108-tägiger Belagerung benannt. Belfort war im Deutsch-Französischen Krieg 1870/1871 von besonderer strategischer Bedeutung und fiel als letzte französische Festung an die deutsche Seite. Nach dem Zweiten Weltkrieg wurden die an Schlachten erinnernden Straßennamen (Sedan, Belfort) gegen unverfänglichere Namen ausgetauscht.
Bellevue Straße; Stadtteil Cracau; PLZ 39114
Vormals: Krakauer Damm
Heute: Büchnerstraße
 ?
Belsdorfer Weg; Stadtteil Stadtfeld West; PLZ 39110
Benannt nach dem in Sachsen-Anhalt, Landkreis Börde, gelegenen Dorf Belsdorf.
Benediktinerstraße; Stadtteil Buckau; PLZ 39104
Diese Straße ist nach dem katholischen Orden der Benediktiner benannt. Die Benennung geht auf das Benediktinerkloster Kloster Berge zurück, welches sich ursprünglich einmal an der Stelle des nördlich der Straße befindlichen Klosterbergegartens befand.
Benneckenbecker Straße; Stadtteil Ottersleben; PLZ 39116
Benannt wurde die Straße nach dem Ortsteil Benneckenbeck des heutigen Magdeburger Stadtteils Ottersleben. Die Straße soll älter als die durch den Ortskern von Benneckenbeck führende Straße Alt Benneckenbeck sein und diente vermutlich bereits früh als Zufahrt nach Benneckenbeck.
Bekannte Personen die hier lebten:
- Albert Dankert, Arbeitersportler, lebte bis 1933 im Haus Nr. 28, welches er selbst errichtete.

Bennigsenstraße; Stadtteil Cracau; PLZ 39114
Diese Straße wurde nach dem Politiker der Nationalliberalen Partei Rudolf von Bennigsen benannt.
Bergstraße; Stadtteil Diesdorf; PLZ 39110
Heute: ?
 ?
Bergstraße; Stadtteil Sudenburg; PLZ 39116
 ?
Berliner Chaussee; Stadtteile Brückfeld und Berliner Chaussee; PLZ 39114
Vormals: Reichspräsidentenstraße
Diese Straße war die Hauptausfallstraße der Stadt Magdeburg nach Osten in Richtung Berlin und erhielt daher ihre Bezeichnung.
Berliner Straße; Stadtteil Altstadt; PLZ 39104
Vormals: Kuhstraße (bis 1838)
Diese Straße war nach der Hauptstadt Berlin benannt. Sie führte vom Breiten Weg in Richtung Elbe zum Knochenhauerufer. Im Zweiten Weltkrieg wurde das Gebiet durch Luftangriffe geschädigt. Im Rahmen des sich nicht an die gewachsene Stadtstruktur haltenden Wiederaufbaus wurde die nach dem Krieg verbliebene Bebauung abgerissen und die Straße überbaut. Der Straßenverlauf ähnelte dem der heutigen Goldschmiedebrücke.
Bernburger Straße; Stadtteil Buckau; PLZ 39104
Benannt nach der in Sachsen-Anhalt gelegenen Stadt Bernburg.
Bernhard-Bästlein-Straße; Stadtteil Sudenburg; PLZ 39116
Diese Straße wurde nach dem Widerstandskämpfer gegen den Nationalsozialismus und Kommunisten Bernhard Bästlein benannt.
Bernhard-Kellermann-Straße; Stadtteil Leipziger Straße; PLZ 39120 (Wohngebiet Schilfbreite)
Benannt nach dem Erzähler und Essayisten Bernhard Kellermann.
Bertha-von-Suttner-Straße; Stadtteil Stadtfeld Ost; PLZ 39108
Vormals: Clausewitzstraße (von 1936 bis 1945)
Diese Straße wurde 1945 nach der pazifistischen Schriftstellerin und Friedensnobelpreisträgerin Bertha von Suttner benannt.
Berthastraße; Stadtteil Reform; PLZ 39118
Vormals: Bertastraße
Heute: Paracelsusstraße
Diese Straße entstand in den Jahren 1910 und 1911 durch den Bauverein der Grusonwerk-Beamten und diente der Schaffung kostengünstiger Wohnhäuser mit Garten für Mitarbeiter des Krupp-Gruson-Werkes. Insgesamt entstanden 29 Ein- und Zweifamilienhäuser in 3 Straßen. Die Straßen erhielten Namen von Mitgliedern der Familie Krupp. Die Berthastraße wurde der Enkelin Alfred Krupps Bertha Krupp gewidmet. Die anderen Straßen waren die Alfredstraße und Barbarastraße.
Berthold-Privatweg; Stadtteil Hopfengarten; PLZ 39120
Heute: Ahornweg
Das benachbarte Krupp-Gruson-Werk errichtete hier auf einem ursprünglich für eine mögliche Werkserweiterung vorgesehenen Gelände zwischen 1932 und 1938 Häuser und Wohnungen für Werksangehörige. Bis 1938 wurden insgesamt 5 Bauabschnitte in der näheren Umgebung errichtet. 7 Straßen der ersten Bauabschnitte erhielten die Vornamen von 7 Kindern der Familie Krupp. Der Berthold-Privatweg war somit dem 1913 geborenen Berthold Krupp von Bohlen und Halbach gewidmet.
Bertinger Weg; Stadtteil Kannenstieg; PLZ 39128
Die Straße wurde 1951 nach dem südlich von Tangerhütte in Sachsen-Anhalt gelegenen Dorf Bertingen umbenannt.
Sie ist eine der drei Straßen der Siedlung „Danziger Dorf“.
Vormals: Danziger Straße (seit 1936).
Bertolt-Brecht-Straße; Stadtteil Leipziger Straße; PLZ 39120
Benannt nach dem Schriftsteller und Regisseur Bertolt Brecht.
Bethanienstraße; Stadtteil Cracau; PLZ 39114
Diese Straße entstand im Jahr 1910. Der Name erinnert an die biblische Gestalt Martha von Bethanien aus dem Dorf Bethanien in der Nähe von Jerusalem. Der Straßenname steht in Zusammenhang mit den benachbarten Pfeifferschen Stiftungen und dem von diesen zu Zwecken der Pflege hier erbauten Haus Bethanien. Martha von Bethanien, Schwester des Lazarus, versorgte nach dem Neuen Testament Jesus.
Beyendorfer Dorfstraße; Stadtteil Beyendorf-Sohlen; PLZ 39122
Vormals: Dorfstraße
Nach der Eingemeindung Beyendorf-Sohlens nach Magdeburg im Jahr 2001 wurde, um doppelte Benennungen zu vermeiden, die Bezeichnung für die Dorfstraße im Ortsteil Beyendorf um das Wort „Beyendorfer“ ergänzt.
Beyendorfer Kirchweg; Stadtteil Salbke; PLZ 39122
 ?
Beyendorfer Straße; Stadtteil Salbke; PLZ 39122
Benannt nach dem Ortsteil Beyendorf des heutigen Stadtteils von Magdeburg, Beyendorf-Sohlen.
Beyendorfer Weg; Stadtteile Ottersleben und Beyendorfer Grund; PLZ 39116 und 39118
Benannt nach dem Ortsteil Beyendorf des heutigen Stadtteils von Magdeburg, Beyendorf-Sohlen, auf den die Straße von Ottersleben kommend zu läuft.
Bibelgasse; Stadtteil Altstadt; PLZ 39104
Vormals: In der Bibel (von ca. 1683 bis ca. 1807)
Der Name dieser Straße beruhte auf dem unter der Adresse Magdalenenberg 1a befindlichen Haus Zur goldenen Bibel. Infolge des sich nicht an die historische Stadtstruktur haltenden Wiederaufbaus der Stadt nach dem Zweiten Weltkrieg wurde diese Straße überbaut. An der Stelle der von Westen nach Osten in Richtung Elbe verlaufenden Gasse befindet sich heute die Fahrbahn des in Nord-Süd-Richtung verlaufenden Schleinufers. Die Gasse befand sich etwas südlich der heutigen Petriförderbebauung.
Biberweg; Stadtteil Salbke; PLZ 39122
Benannt nach dem Nagetier Biber.
Biederitzer Weg; Stadtteil Brückfeld; PLZ 39114
Benannt nach dem östlich von Magdeburg in Sachsen-Anhalt gelegenen Dorf Biederitz.
Bienenweg; Stadtteil Hopfengarten; PLZ 39120
Vormals: Marienbader Straße (bis 1950)
Benannt nach dem Insekt Biene.
Biesengrund; Stadtteil Randau-Calenberge; PLZ 39114
 ?
Binsenbreite-Privatweg; Stadtteil Berliner Chaussee; PLZ 39114
Benannt nach der Pflanzengattung Binsen.
Birkenallee; Stadtteile Alt Olvenstedt und Neu Olvenstedt; PLZ 39130
Vormals:
Adolf-Hitler-Straße
Ernst-Thälmann-Straße
Benannt nach dem Laubbaum Birke.
Birkenweg; Stadtteil Hopfengarten; PLZ 39120
Benannt nach dem Laubbaum Birke.
Birkenweiler; Stadtteil Neustädter Feld; PLZ 39128
 ?
Birkenweiler 1. Gartenweg; Stadtteil Neustädter Feld; PLZ 39128
 ?
Birkenweiler 2. Gartenweg; Stadtteil Neustädter Feld; PLZ 39128
 ?
Birkenweiler 3. Gartenweg; Stadtteil Neustädter Feld; PLZ 39128
 ?
Birkenweiler 4. Gartenweg; Stadtteil Neustädter Feld; PLZ 39128
 ?
Birkenweiler 5. Gartenweg; Stadtteil Neustädter Feld; PLZ 39128
 ?
Birkenweiler 6. Gartenweg; Stadtteil Neustädter Feld; PLZ 39128
 ?
Birkenweiler 7. Gartenweg; Stadtteil Neustädter Feld; PLZ 39128
 ?
Birkenweiler 8. Gartenweg; Stadtteil Neustädter Feld; PLZ 39128
 ?
Birkenweiler 9. Gartenweg; Stadtteil Neustädter Feld; PLZ 39128
 ?
Birkhahnweg; Stadtteil Stadtfeld West; PLZ 39110
Benannt nach dem männlichen Tier der Vogelart Birkhuhn.
Birkholzer Weg; Stadtteil Neustädter Feld; PLZ 39128
Die Straße ist nach dem südöstlich von Tangerhütte in Sachsen-Anhalt gelegenen Dorf Birkholz benannt.
Birnenweg; Stadtteil Reform; PLZ 39118
Benannt nach der Pflanzengattung Birnen.
Bisamweg; Stadtteile Buckau und Fermersleben; PLZ 39122
Benannt nach der Bisamratte.
Bismarckstraße; Stadtteil Altstadt; PLZ 39104
Heute: Leibnizstraße
Benannt nach dem deutschen Reichskanzler Otto von Bismarck.
Bittkauer Weg; Stadtteil Neustädter Feld; PLZ 39128
Vormals: Swakopmunder Weg
Diese Straße wurde nach dem an der Elbe, östlich von Tangerhütte in Sachsen-Anhalt gelegenen Dorf Bittkau benannt.
Blankenburger Straße; Stadtteile Lemsdorf und Sudenburg; PLZ 39118 und 39112
Vormals: Sudenburger Weg
Die Blankenburger Straße wurde nach der Stadt Blankenburg benannt. Nach der Eingemeindung Lemsdorfs nach Magdeburg 1910 wurden für die meisten Straßen des neuen Stadtteils Bezeichnungen aus dem Harz gewählt. So wurde auch der ursprüngliche Name Sudenburger Weg verändert.
Blauebeilstraße; Stadtteil Altstadt; PLZ 39104
Vormals: Holzstraße und Holzmarktstraße (17. und 18. Jahrhundert)
Der Name geht auf das Haus Zum blauen Beil zurück, welches sich an der Adresse Grünearmstraße Nr. 3 befand. Während des Zweiten Weltkrieges wurde das Gebiet durch Luftangriffe stark zerstört. Der Wiederaufbau der Stadt hielt sich nicht an die historisch gewachsene Stadtstruktur. Der heutige Verlauf der Straße weicht daher vom ursprünglichen Verlauf ab. Ursprünglich stellte die Blauebeilstraße die direkte Verlängerung der Großen Steinernentischstraße zur Jakobstraße dar.
Bekannte Personen die hier lebten:
- Georg Singer, KPD-Politiker und Widerstandskämpfer gegen den Nationalsozialismus, lebte Anfang des 20. Jahrhunderts in dieser Straße.

Blechenweg; Stadtteil Nordwest; PLZ 39128
Vormals: Thillstraße
 ?
Bleckenburgstraße; Stadtteil Buckau; PLZ 39104
Der Name der Straße geht auf die Bleckenburg zurück, eine Schanze die ab 1550 entstanden war.
Bleichenweg; Stadtteil Neustädter Feld; PLZ 39128
 ?
Blesshuhnweg; Stadtteil Cracau; PLZ 39114
Benannt nach der Vogelart Blesshuhn.
Blücherstraße; Stadtteil Altstadt; PLZ 39104
Heute: Behringstraße
Diese Straße war nach dem preußischen Generalfeldmarschall Gebhard Leberecht von Blücher benannt.
Blumenberger Straße; Stadtteile Salbke und Westerhüsen; PLZ 39122
Vormals: Metzer Straße
Benannt nach dem südlich von Wanzleben in Sachsen-Anhalt gelegenen Dorf Blumenberg.
Blumenstraße; Stadtteil Salbke; PLZ 39122
 ?
Blumenthalstraße; Stadtteil Altstadt; PLZ 39104
Heute: Einsteinstraße
Diese Straße war nach dem preußischen Generalfeldmarschall Graf Leonhard von Blumenthal (1810–1900) benannt.
Blütengasse; Stadtteil Alt Olvenstedt; PLZ 39130
 ?
Bodestraße; Stadtteil Lemsdorf; PLZ 39118
Diese Straße ist nach dem im Harz entspringenden Fluss Bode benannt. Viele Straßen Lemsdorfs tragen Namen von Städten oder Flüssen des Harzes.
Bödikerstraße; Stadtteil Alte Neustadt; PLZ 39106
Benannt nach dem ersten Präsidenten des Reichsversicherungsamtes Tonio Bödiker.
Boese-Privatweg; Stadtteil Prester; PLZ 39114
Heute: Karl-Kühn-Weg
 ?
Boleslaw-Bierut-Platz; Stadtteile Altstadt und Alte Neustadt; PLZ 39104 und 39106
Vormals:
Kaiser-Wilhelm-Platz
Staatsbürgerplatz
Kaiser-Wilhelm-Platz
Deutscher Platz
Heute:
Universitätsplatz
Der Platz war in der Zeit der DDR nach dem polnischen Kommunisten und Staatspräsidenten Bolesław Bierut benannt.
Bölckestraße; Stadtteil Cracau; PLZ 39114
Später:
- Legienstraße
- Fritz-Heckert-Straße

Heute:
- Lassallestraße

Diese Straße war nach dem deutschen Jagdflieger im Ersten Weltkrieg Oswald Boelcke benannt.
Boelckestraße; Stadtteil Sudenburg; PLZ 39116
Später: Rumeystraße
Heute: Ernst-Toller-Straße
Diese ursprünglich zu Ottersleben gehörende Straße war nach dem deutschen Jagdflieger im Ersten Weltkrieg Oswald Boelcke benannt.
Bölschestraße; Stadtteil Altstadt; PLZ 39104
Vormals: Gneisenaustraße
Benannt nach dem deutschen Naturwissenschaftler und Schriftsteller Wilhelm Bölsche.
Boquet-Graseweg; Stadtteile Neu Olvenstedt und Nordwest; PLZ 39130 und 39128
Die Benennung der Straße geht auf den Bürgermeister der Pfälzer Kolonie in Magdeburg Robert Boquet zurück. Nordwestlich der Stadt verfügte Robert Boquet über Ländereien, die zur Flurbezeichnung an Boquets Graseweg, später am Boquet Graseweg führte.
Bördebogen; Stadtteil Neustädter See; PLZ 39126
Benannt nach der Landschaft Magdeburger Börde.
Bördestraße; Stadtteil Stadtfeld West; PLZ 39110
Benannt nach der Landschaft Magdeburger Börde.
Borner Straße; Stadtteil Westerhüsen; PLZ 39122
Diese Straße wurde nach dem in Sachsen-Anhalt, Landkreis Börde, gelegenen Dorf Born benannt.
Bornstedter Weg; Stadtteil Diesdorf; PLZ 39110
Vormals: Wilhelm-Obst-Privatweg (bis 1938)
Benannt nach dem westlich von Magdeburg in Sachsen-Anhalt gelegenen Dorf Bornstedt.
Bötticherplatz; Stadtteil Alte Neustadt; PLZ 39106
Dieser Platz wurde am 1. Juni 2006 nach dem Magdeburger Oberbürgermeister Friedrich Heinrich Julius Bötticher benannt. Der Vorschlag hierfür stammte vom ehemaligen Bürgermeister Willi Polte. Die eigentlich in Sudenburg vorgesehene Bötticherstraße war nicht in der geplanten Form entstanden und wurde gleichzeitig wieder aufgehoben. Die Fläche zwischen Stendaler Straße, Rogätzer Straße und Gardeleger Straße hatte durch den Bau eines neuen Kreisverkehrs einen platzartigen Charakter erhalten. Da es in der Vergangenheit bereits Benennungen nach Bötticher in der Alten Neustadt gegeben hatte und die Eingemeindung Neustadts nach Magdeburg in die Amtszeit Böttichers fiel, lag die Neubenennung nach dem Oberbürgermeister nahe.
Bötticherplatz; Stadtteil Alte Neustadt; PLZ 39106
Heute: Pfälzer Platz
Dieser Platz war seit 1896 nach dem Magdeburger Oberbürgermeister Friedrich Heinrich Julius Bötticher benannt.
Bötticherstraße; Stadtteil Alte Neustadt; PLZ 39106
Vormals:
- Bötticherstraße
- Hans-Schemm-Straße

Diese Straße war nach dem Magdeburger Oberbürgermeister Friedrich Heinrich Julius Bötticher benannt. Im Zuge einer veränderten Bebauung des Gebiets und des Entstehens der heutigen Otto-von-Guericke-Universität verschwand diese Straße. Zur Ehrung Böttichers wurde daher eine Straße in Sudenburg nach ihm benannt. Die Bötticherstraße verlief vom heutigen Pfälzer Platz nach Südosten, quer über das heutige Unigelände in Richtung Elbe. An der Stelle der Straße befindet sich heute zum Teil der Johann-Gottlob-Nathusius-Ring.
Bekannte Personen die hier lebten:
* Arthur von Vincenti (Bibliothekar), lebte in der Bötticherstraße 41, wo er 1941 auch verstarb.
Bötticherstraße; Stadtteil Sudenburg; PLZ 39112
Diese geplante Straße wurde am 9. März 1995 nach dem Magdeburger Oberbürgermeister Friedrich Heinrich Julius Bötticher benannt. Es sollte wieder eine Bötticherstraße in das Stadtbild aufgenommen werden, da es die in ursprünglich in Alte Neustadt bestehende Straße nicht mehr gab. Statt der geplanten Straße entstand jedoch nur eine Zufahrt zu einem Autohaus für die eine gesonderte Benennung nicht erforderlich war. Mit Beschluss vom 1. Juni 2006 wurde der Straßenname wieder aufgehoben. Gleichzeitig wurde der Bötticherplatz benannt.

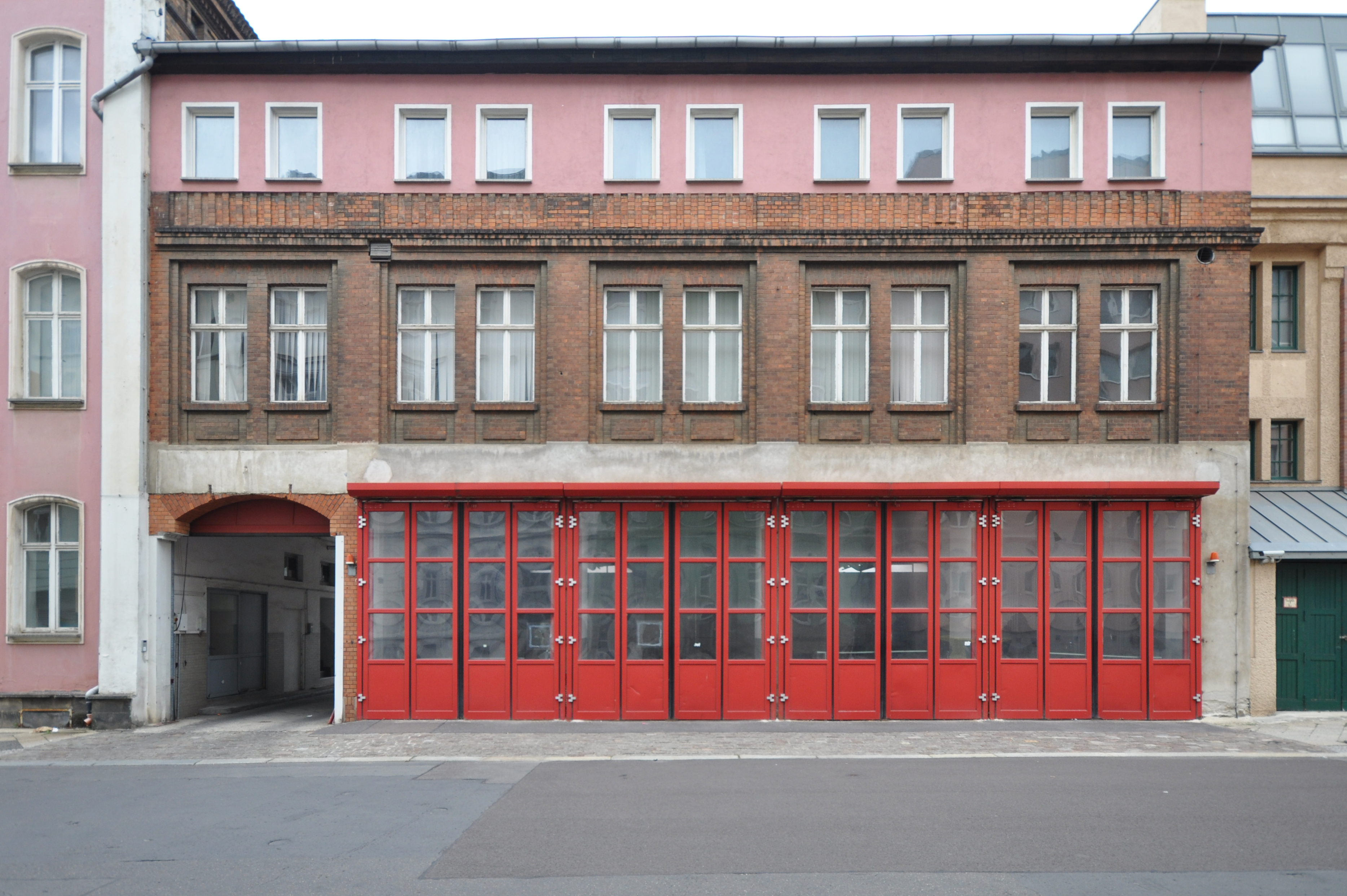
Ehemalige Feuerwache Mitte in der Brandenburger Straße, heute Rettungswache

Brandenburger Straße; Stadtteil Altstadt; PLZ 39104
Benannt nach der Stadt Brandenburg an der Havel im Bundesland Brandenburg. Ursprünglich verlief die Straße zwischen der heutigen Ernst-Reuter-Allee (früher Kölner Straße) und der Stresemannstraße (früher Porsestraße) und hieß bis 1873 Mindenstraße. Die Verlängerung bis zur Virchowstraße erfolgte erst in den 1960er bis 1970er Jahren. Für ein Bauvorhaben im nördlichen Abschnitt wurden neue Hausnummern erforderlich, die sich jedoch nicht in die vorhandene Nummerierung eingefügt hätten. Deshalb erfolgte 2018 eine Umbenennung des Teils von der Stresemannstraße bis zur Virchowstraße in Mindenstraße.
Brändströmweg; Stadtteil Cracau; PLZ 39114
Diese Straße wurde nach der schwedischen Philanthropin Elsa Brändström benannt.
Brandtstraße; Stadtteil Cracau; PLZ 39114
 ?
Brassenweg; Stadtteil Barleber See; PLZ 39126
Benannt nach der Fischart Brasse.
Brauchitschstraße; Stadtteil Nordwest; PLZ 39128
Heute: Juliusstraße
 ?
Brauereistraße; Stadtteil Buckau; PLZ 39104
Der Name beruht auf einer in der Straße ursprünglich einmal ansässigen Brauerei. 1864 gründeten die Herren Reichardt und Scheidewin hier die 1. Buckauer Dampfbierbrauerei, die bis 1918 in Betrieb war. 1924 wurde von Hegemann & Co. dort die Abtshof Magdeburg GmbH gegründet. Noch heute werden an dieser Stelle von der Abtshof Magdeburg GmbH Spirituosen hergestellt. Im Jahr 2004 beantragte die Geschäftsleitung der Abtshof GmbH bei der Magdeburger Stadtverwaltung die Umbenennung der Straße in „Abtshofstraße“. Die beantragte Aufgabe des traditionsreichen Namens führte jedoch zu ablehnenden Reaktionen in der Buckauer Bevölkerung.
Braunauer Straße; Stadtteil Leipziger Straße; PLZ 39112
Heute: Schneidlinger Straße
Diese Straße wurde 1938 nach dem in Österreich gelegenen Geburtsort Adolf Hitlers Braunau am Inn benannt.
Braunehirschstraße; Stadtteil Altstadt; PLZ 39104
Vormals: Kleine Schrotdorfer Straße
Diese Straße war nach dem Haus Zum braunen Hirsch (Breiter Weg 119) benannt. Im Zweiten Weltkrieg wurde das Gebiet durch Luftangriffe geschädigt. Im Rahmen des sich nicht an die gewachsene Stadtstruktur haltenden Wiederaufbaus wurde die Straße überbaut. Sie würde im nördlichen Teil des Breiten Wegs, auf der Westseite, auf halbem Weg zwischen heutigem Haus des Lehrers und Stadtbibliothek einmünden.
Braunlager Straße; Stadtteil Sudenburg; PLZ 39112
Vormals: Zuckschwerdtstraße
Benannt nach der im Harz gelegenen niedersächsischen Stadt Braunlage.
Braunschweiger Straße; Stadtteil Sudenburg; PLZ 39112
Vormals: Neuer Weg (bis 1892)
Benannt nach der im östlichen Niedersachsen gelegenen Stadt Braunschweig. Braunschweig ist auch Partnerstadt Magdeburgs.
Institutionen, Bauwerke, Denkmäler:
- Neuer Sudenburger Friedhof

Braunsfelde; Stadtteil Prester; PLZ 39114
 ?
Bredowstraße; Stadtteil Brückfeld; PLZ 39114
Heute: Brückstraße (deren östlicher Abschnitt)
Diese Straße war nach dem preußischen Generalleutnant Adalbert von Bredow (1814–1890) benannt.

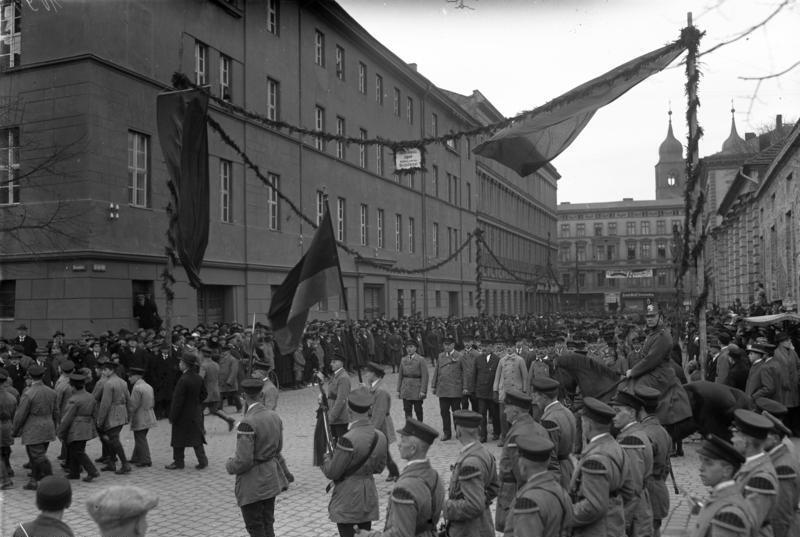
Breite Straße, Blick vom Domplatz, 1925

Breite Straße; Stadtteil Altstadt; PLZ 39104 Magdeburg
Vormals: Neue Straße
Heute: unbenannt
Diese Straße verband den Domplatz mit dem Breiten Weg in Höhe der Sankt-Sebastian-Kirche. Bis in das 18. Jahrhundert hinein gehörte die Straße zum Domplatz. Erst um 1720 wurde die südliche Straßenseite bebaut. Nach den Zerstörungen des Zweiten Weltkrieges erfolgte in Magdeburg ein Wiederaufbau, der sich nicht an die gewachsene Stadtstruktur hielt. Die Breite Straße wurde überbaut. Nach dem Ende der DDR erfolgte eine Neubebauung des Gebiets. Dabei wurde auch wieder eine Straße zwischen Domplatz und Breitem Weg in Höhe der Sankt-Sebastian-Kirche geschaffen, erhielt jedoch keinen Namen. Der Name Breite Straße wird durch die 1994 erfolgte Eingemeindung des Dorfes Pechau nun bereits für eine andere Straße verwendet.
Breite Straße; Stadtteil Cracau; PLZ 39114
Heute: Simonstraße
 ?
Breite Straße; Stadtteil Diesdorf; PLZ 39110
Heute: Alt Diesdorf (seit April 1926)
Die Straße verläuft durch den Ortskern des ehemaligen Dorfes Diesdorf und dürfte aufgrund ihrer größeren Breite im Verhältnis zu den übrigen Dorfstraßen diese Bezeichnung erhalten haben. Im Zuge der Eingemeindung Diesdorfs nach Magdeburg im Jahre 1926 wurde sie umbenannt, vermutlich um die doppelte Vergebung des Namens zu vermeiden. In der Altstadt gab es damals zwischen Domplatz und Breitem Weg bereits eine Breite Straße.
Breite Straße; Stadtteil Ottersleben; PLZ 39116
Heute: Alt Ottersleben
Die Straße verläuft durch den Ortskern des ehemaligen Dorfes Ottersleben und dürfte aufgrund ihrer größeren Breite im Verhältnis zu den übrigen Dorfstraßen diese Bezeichnung erhalten haben. Im Zuge der Eingemeindung Otterslebens nach Magdeburg im Jahre 1952 dürfte sie dann umbenannt worden sein, vermutlich um die doppelte Vergebung des Namens zu vermeiden. In der Altstadt gab es damals zwischen Domplatz und Breitem Weg bereits eine Breite Straße.
Breite Straße; Stadtteil Pechau; PLZ 39114
Die Straße verläuft durch den Ortskern des Dorfes Pechau und dürfte aufgrund ihrer größeren Breite im Verhältnis zu den übrigen Dorfstraßen diese Bezeichnung erhalten haben.

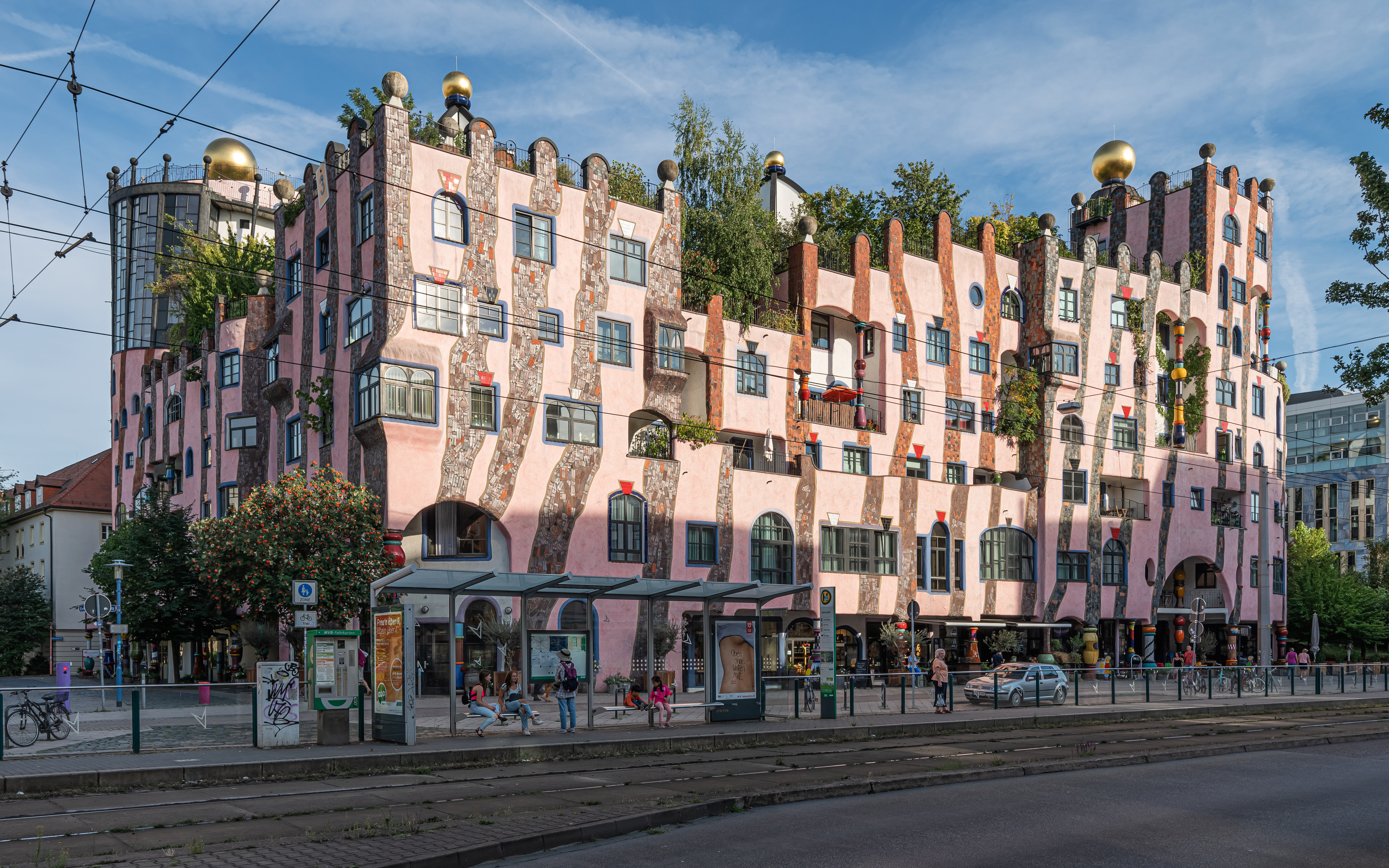
Hundertwasserhaus

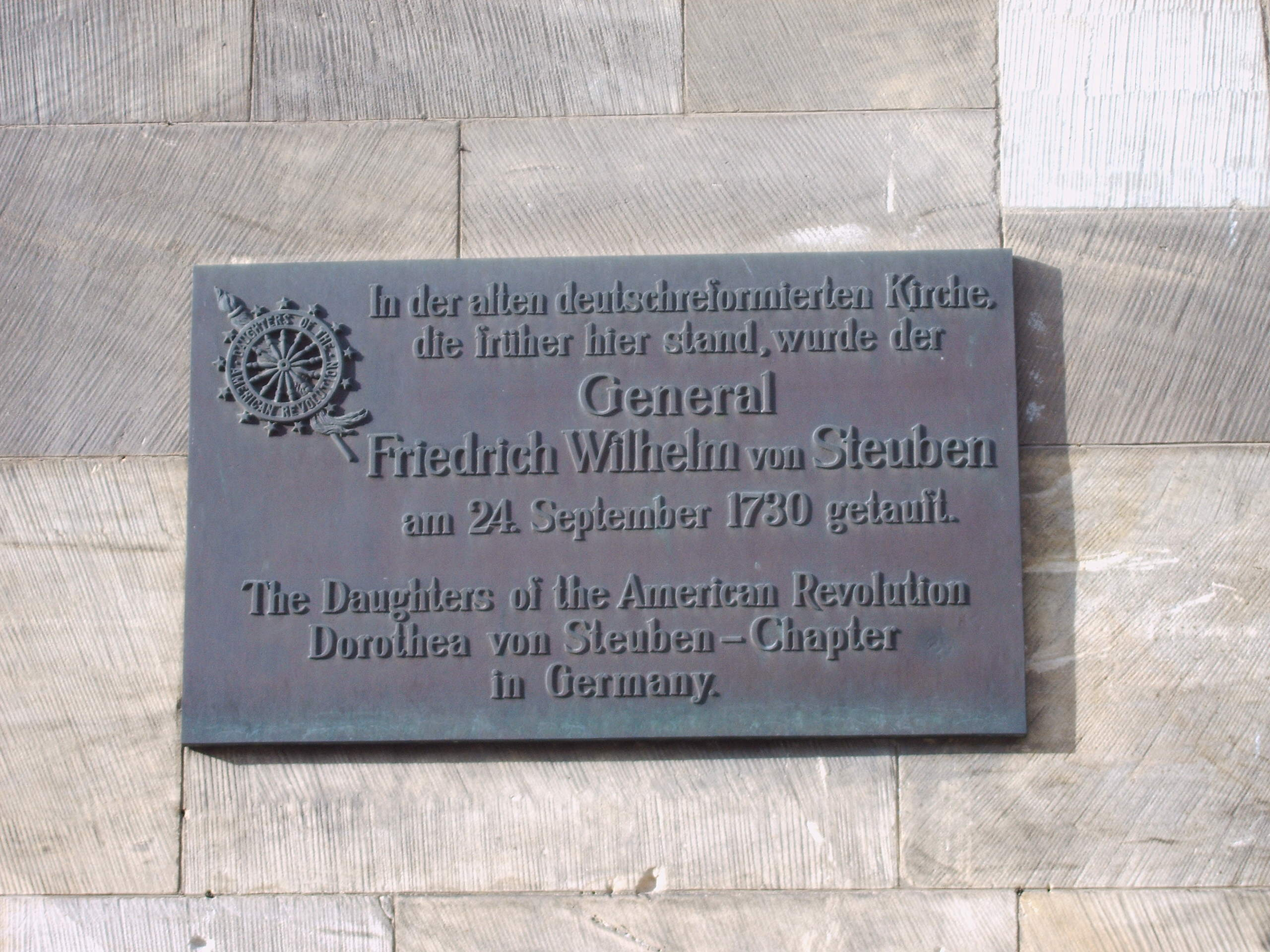
Gedenktafel an Steubens Taufe

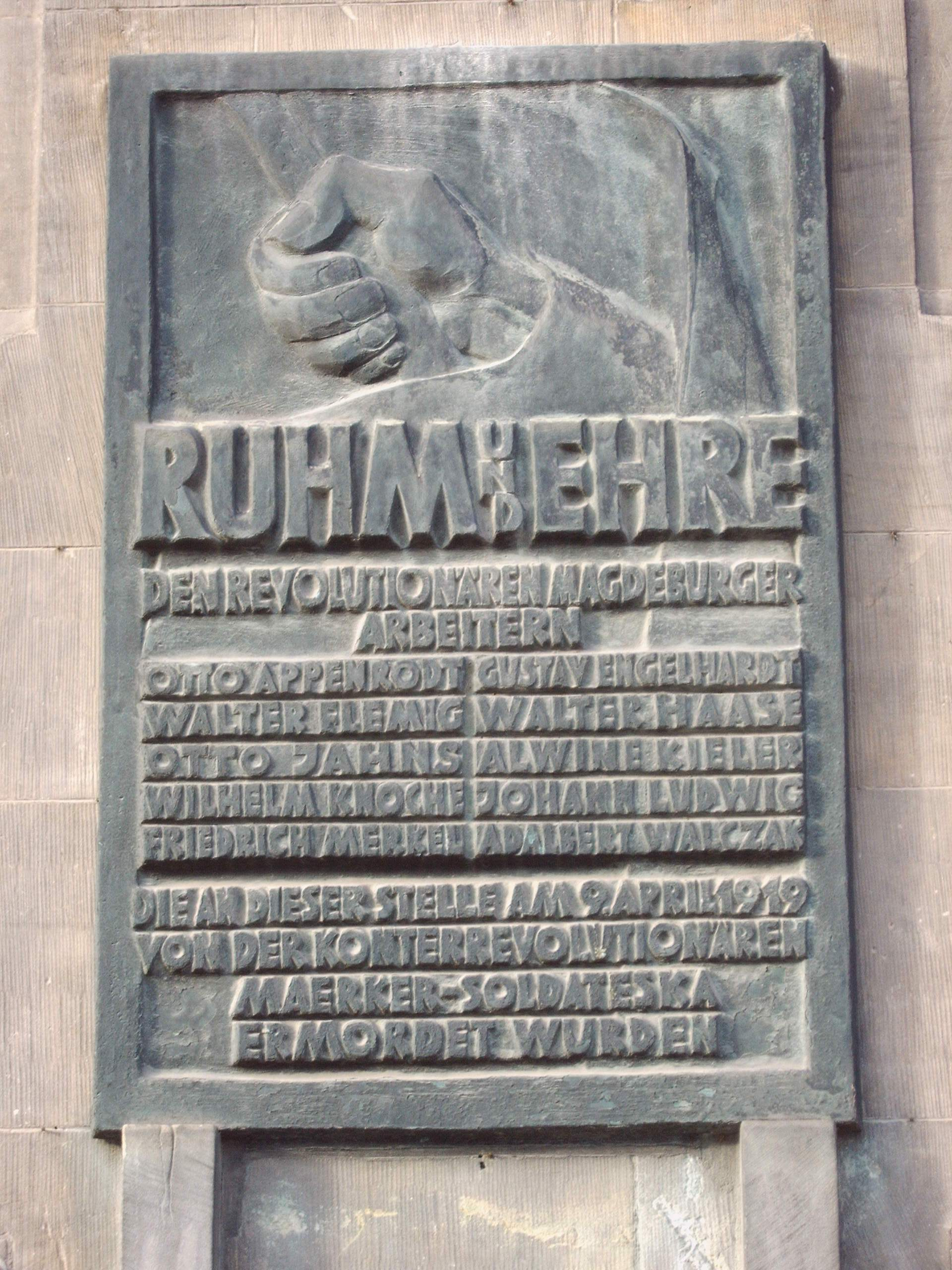
Gedenktafel für die Opfer des 9. April 1919

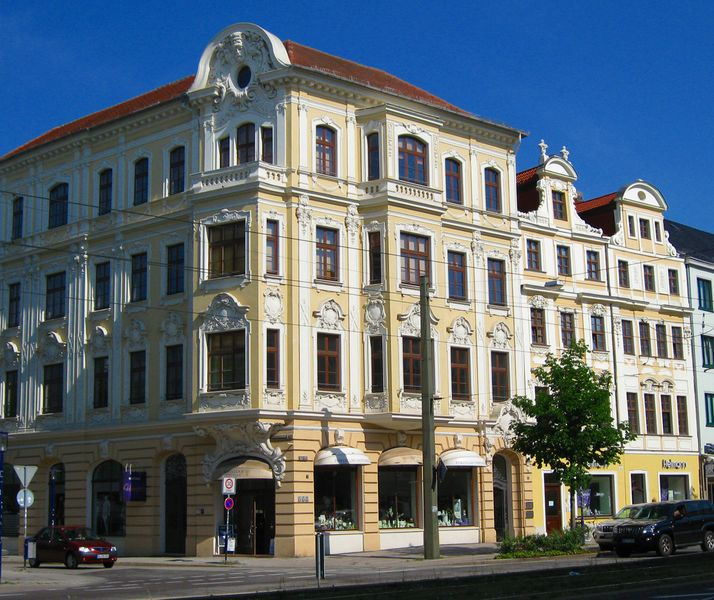
Häuserzeile im Breiten Weg

Breiter Weg; Stadtteil Altstadt; PLZ 39104
Vormals:
- Breiter Weg (seit zumindest 1207)
- Karl-Marx-Straße (seit dem 5. Mai 1953)

Der für das 1207 erstmals urkundlich erwähnte Breite Weg war die wichtigste (und breiteste) Verkehrsader der Stadt Magdeburg und durchquerte sie in Nord-Süd-Richtung. Nach der Zerstörung Magdeburgs im Dreißigjährigen Krieg erfolgte der Wiederaufbau mit einer großen Anzahl von Gebäuden im Stil des Barock. Dieses ungewöhnliche Straßenbild fiel jedoch Luftangriffen im Zweiten Weltkrieg zum Opfer. Lediglich zwei Barockhäuser (Nr. 178 und 179) sind erhalten. In der Zeit der DDR wurde sie aus ideologischen Gründen nach Karl Marx benannt; nach dem Ende des Sozialismus erhielt sie wieder ihren alten Namen. Die Bedeutung als Verkehrsader ist stark zurückgegangen, da der Durchgangsverkehr anderweitig an der Innenstadt vorbeigeführt wird. Der mit Plattenbauten aus der DDR-Zeit bebaute nördliche Teil des Breiten Wegs ist heute eine Fußgängerzone. Für die städtische Struktur stellt der Breite Weg jedoch auch heute noch die zentrale Komponente dar.
Bekannte Personen die hier lebten:
- Georg Kühlewein, Bürgermeister von Magdeburg, lebte zumindest um 1631 im Haus Nr. 55 b Brauhaus Zum goldenen Löwen.
- Maria Catharina Tismar, Stifterin, lebte zumindest um 1823 im Haus Nr. 65.
- Werner Fritze, Kaufmann, Kommerzienrat und Ehrenbürger von Magdeburg, lebte zumindest um 1914/1916 im Haus Nr. 71/72.
- Stephan von Lentke, Bürgermeister, lebte von 1631 bis 1684 im Haus Nr. 146 Brauhaus Zum weißen Bracken.
- Matthias Wrede, Kaufmann und Begründer der Wredeschen Armenstiftung, lebt zumindest ab 1651 im Haus Nr. 159 Zum goldenen Helm.
- Werner Priegnitz, Magdeburger Heimatforscher, lebte um 1950 im Haus Nr. 178/179
- Helmut von Moltke, General, lebte zumindest zwischen 1853 und 1855 im Haus Nr. 213.

Institutionen, Bauwerke, Denkmäler:
- Grüne Zitadelle von Magdeburg, 2005 fertiggestelltes letztes Bauwerk des Architekten Friedensreich Hundertwasser.
- Justizzentrum Eike von Repgow, 1895 bis 1899 als Hauptpost errichtetes Gebäude
- Gedenktafel an die Taufe des Generals Friedrich Wilhelm von Steuben, Steuben wurde am 24. September 1730 in der ehemals hier stehenden Deutsch-reformierten Kirche getauft.
- Gedenktafel für die Opfer des 9. April 1919, die Tafel nimmt Bezug auf den Einsatz von Truppen des Generals Georg Ludwig Rudolf Maercker in Magdeburg.

ehemalige Institutionen, Denkmäler und Gebäude:
- Konsulat Norwegens, befand sich zumindest noch 1938 in der Nr. 180 im Erdgeschoss links.

Breiter Weg; Stadtteil Neue Neustadt; PLZ 39124
Heute: Lübecker Straße
Diese Straße stellt die direkte Verlängerung des altstädtischen Breiten Wegs nach Norden dar. Es ist die traditionelle Haupt- und Heerstraße und somit die wichtigste (und breiteste) Straße nördlich der Altstadt.
Breiter Weg; Stadtteil Sudenburg; PLZ 39112
Heute:
- Halberstädter Straße
- Platz des 17. Juni
- Herbert-Stauch-Straße
- Hallische Straße

Diese Straße stellt die direkte Verlängerung des altstädtischen Breiten Wegs nach Süden dar. Es ist die traditionelle Haupt- und Heerstraße und somit die wichtigste (und breiteste) Straße südlich der Altstadt.
Breitscheidstraße; Stadtteil Herrenkrug; PLZ 39114 Magdeburg
Vormals:
- Am Großen Stadtmarsch
- General-Ludendorff-Straße

Benannt nach dem SPD-Politiker Rudolf Breitscheid.
Institutionen, Bauwerke, Denkmäler:
- Campus der Hochschule Magdeburg-Stendal (FH).

Bremer Straße; Stadtteil Neue Neustadt; PLZ 39124
Vormals: Leopoldstraße
Vormals: Hennigestraße, bis 1953

Benannt nach der in Nordwestdeutschland gelegenen Stadt Bremen.
Brenneckestraße; Stadtteile Reform; Leipziger Straße; Lemsdorf und Sudenburg; PLZ 39118, 39112, 39120, 39116
Vormals:
1. Königsweg
2. Seehäuser Straße (bis 1927)
3. Silberschmidtstraße (von 1927 bis 1933)

Seit 1933 ist diese Straße nach dem Magdeburger Arzt Dr. med. Johannes Benjamin Brennecke benannt. Die Straße verläuft südlich des Klinikums der Otto-von-Guericke-Universität Magdeburg.
Breslauer Weg; Stadtteil Stadtfeld West; PLZ 39110
Benannt nach der in Niederschlesien im heutigen Polen gelegenen Stadt Breslau.
Brigitte-Reimann-Straße; Stadtteil Prester; PLZ 39114
Die Straße wurde mit Beschluss des Stadtrates vom 4. November 2004, auf Vorschlag der Stadtverwaltung, nach der Schriftstellerin Brigitte Reimann benannt. Im Rahmen der Bebauung einer ehemaligen Kasernenanlage zwischen Thomas-Mann-Straße und Klusdamm waren bereits mehrere neue Straßen nach Schriftstellern (zum Beispiel Erich-Kästner-Straße, Hans-Fallada-Weg) benannt worden. Diese Reihe sollte fortgesetzt werden. Die Wahl fiel auf die in der Region Magdeburg geborene Brigitte Reimann.
Brombeerweg; Stadtteil Hopfengarten; PLZ 39120
Benannt nach der Pflanzengruppe der Brombeeren.
Bromberger Straße; Stadtteil Brückfeld; PLZ 39114
Heute: Georg-Heidler-Straße
Diese Straße war nach der in Westpreußen gelegenen Stadt Bromberg benannt. In der Zeit der DDR erfolgte dann eine Umbenennung. Namen von Orten, aus denen die deutsche Bevölkerung nach dem Zweiten Weltkrieg vertrieben worden war oder die nicht mehr zu Deutschland gehörten, sollten nicht mehr erscheinen.
Brücke am Wasserfall; Stadtteile Werder und Cracau; PLZ 39114
Diese Brücke wurde am 1. Dezember 1997 nach 10-monatiger Bauzeit eingeweiht. Sie überspannt die Alte Elbe und verbindet Cracau mit dem Rotehornpark. Der Name beruht auf dem direkt südlich der Brücke gelegenen Cracauer Wasserfall.
Die 325 Meter lange, nur von Fußgängern und Radfahrern nutzbare Brücke ist eine Pylonbrücke und wird von Stahlseilen gehalten, die an einem 43 Meter hohen Pylon befestigt sind.
Brücke der Magdeburger Pioniere; Stadtteile Werder, Brückfeld und Herrenkrug; PLZ 39114
Vormals:
- Herrenkrugbrücke

Später:
- Brücke des Friedens

Heute:
- Friedensbrücken

Der Name der Brücke diente zur Ehrung des in Magdeburg zwischen 1860 und 1945 stationierten Magdeburgischen Pionier-Bataillon 4.
Brücke des Friedens; Stadtteile Werder, Brückfeld und Herrenkrug; PLZ 39114
Vormals:
- Herrenkrugbrücke
- Brücke der Magdeburger Pioniere

Heute:
- Friedensbrücken

 ?
Brücke des Herrn Losasche; Stadtteil Altstadt; PLZ 39104
Später:
- Lösischer Hof (bis ca. 1650)
- Lödischer Hof
- Lödischehofstraße

Den Namen trug die Straße nach der hier im Mittelalter vom 13. Jahrhundert bis 1562 ansässigen Ratsfamilie Lose. Der Namensteil Brücke deutet auf eine frühere Pflasterung des Weges hin. Weiteres siehe: Lödischehofstraße.
Brückenbreite; Stadtteil Prester; PLZ 39114
 ?
Brückstraße; Stadtteil Brückfeld; PLZ 39114
Vormals: (östlicher Abschnitt) Bredowstraße
Diese Straße führt auf die Brücken zu, die in Magdeburg die Alte Elbe und die Elbe überqueren.
Brüderstraße; Stadtteil Neue Neustadt; PLZ 39124
 ?
Brueghelweg; Stadtteil Nordwest; PLZ 39128
Benannt nach dem flämischen Maler Pieter Brueghel dem Älteren.
Brunnerstraße; Stadtteil Sudenburg; PLZ 39112
Die Brunnerstraße wurde nach einem Kaufmann Brunner benannt, dem Mitte des 19. Jahrhunderts das damals unbebaute Gelände der heutigen Brunnerstraße gehörte. Östlicher Nachbar war der Rittergutsbesitzer Wilhelm Schneider (siehe Schneiders Garten).
Bruno-Beye-Ring; Stadtteil Neu Olvenstedt; PLZ 39130
Benannt nach dem Maler und Graphiker Bruno Beye.
Bruno-Strutz-Straße; Stadtteil Altstadt; PLZ 39104
Vormals: Albrechtstraße
Heute: Albrechtstraße (seit 1992)
Diese Straße war nach dem Widerstandskämpfer gegen den Nationalsozialismus Bruno Strutz benannt. Strutz, der zeitweise von der Gestapo inhaftiert war, betrieb in dieser Straße (Haus Nr. 1) ein Geschäft als Ofenbaumeister.
Bruno-Taut-Ring; Stadtteil Neu Olvenstedt; PLZ 39130
Benannt nach dem Architekten und Stadtbaurat Bruno Taut.
Bruno-Wille-Straße; Stadtteil Stadtfeld Ost; PLZ 39108
Vormals: General-Maercker-Straße
Benannt nach dem in Magdeburg geborenen Schriftsteller Bruno Wille.
Bruno-Wille-Straße; Stadtteil Stadtfeld Ost; PLZ 39108
Heute: Ganghoferstraße (ab 1938)
Diese Straße war nach dem in Magdeburg geborenen Schriftsteller Bruno Wille benannt. In der Zeit des Nationalsozialismus wurde sie umbenannt; der neue Name blieb auch nach dem Ende der nationalsozialistischen Diktatur bestehen. Wille kam jedoch in einer anderen Straße wieder zu Ehren.
Brüxer Straße; Stadtteil Hopfengarten; PLZ 39120
Heute: Libellenweg (seit 1950)
Diese Straße war nach der in Böhmen gelegenen Stadt Brüx benannt. In der Zeit der DDR erfolgte dann 1950 eine Umbenennung. Namen von Orten, aus denen die deutsche Bevölkerung nach dem Zweiten Weltkrieg vertrieben worden war oder die nicht mehr zu Deutschland gehörten, sollten nicht mehr erscheinen.
Buchenweg; Stadtteil Hopfengarten; PLZ 39120
Benannt nach der Pflanzengattung Buchen.
Büchnerstraße; Stadtteil Cracau; PLZ 39114
Vormals:
- Krakauer Damm
- Bellevue Straße ab Turmschanzenstraße, im südlichen Teil Potsdamer Straße um 1920

Später:
Adalbertstraße
 ?
Buckauer Straße; Stadtteil Sudenburg; PLZ 39112
Diese Straße ist nach dem heutigen Stadtteil von Magdeburg Buckau benannt. Ursprünglich stellte diese Straße die Verbindung von Sudenburg nach Buckau dar. Durch den Bau des Magdeburger Rings verlor die Straße ihren östlichen Teil und ist heute für den Fahrzeugverkehr eine Sackgasse.
Budenbergstraße; Stadtteil Buckau; PLZ 39114
Vormals: Gustav-Hamel-Straße
Benannt nach dem Unternehmer Christian Friedrich Budenberg.
Büdener Straße; Stadtteil Gewerbegebiet Nord; PLZ 39126
Benannt nach dem östlich von Magdeburg in Sachsen-Anhalt gelegenen Dorf Büden.
Bülowstraße; Stadtteil Salbke; PLZ 39122
Heute: Oschersleber Straße
Die Benennung der Straße nahm Bezug auf Fürst Bernhard von Bülow, der von 1900 bis 1909 deutscher Reichskanzler war.
Bülstringer Straße; Stadtteil Rothensee; PLZ 39126
Benannt nach dem in Sachsen-Anhalt, Landkreis Börde, gelegenen Dorf Bülstringen.
Bundschuhstraße; Stadtteil Sudenburg; PLZ 39116
Vormals: Hünefeldstraße
Benannt nach der Bundschuh-Bewegung aufständischer Bauern.
Bunsenstraße; Stadtteil Neue Neustadt; PLZ 39124
Benannt nach dem deutschen Chemiker Robert Wilhelm Bunsen.

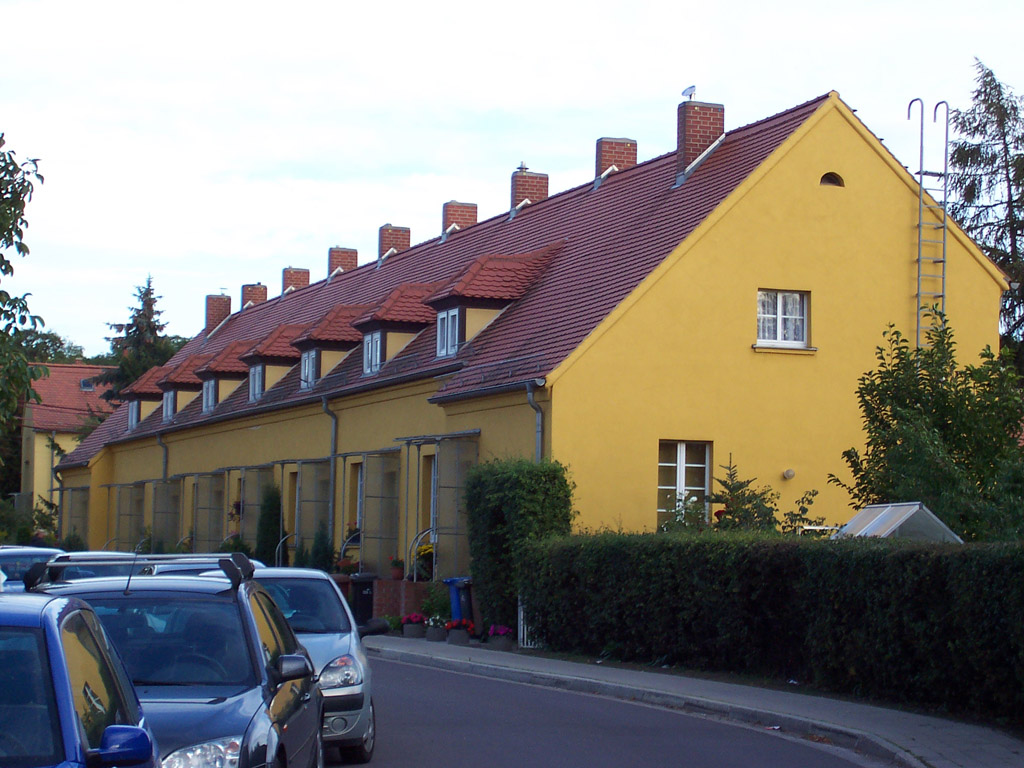
Bunter Weg

Bunter Weg; Stadtteil Reform; PLZ 39118
 ?
Bekannte Personen die hier lebten:
- Carl Krayl, Architekt, lebte hier in den 1920er-Jahren (ab 1921) im Haus Nr. 3. Die Wohnung war von ihm expressionistisch gestaltet und mit selbst entworfenen Möbeln versehen.

Burchardstraße; Stadtteil Cracau; PLZ 39114
Diese Straße ist nach dem Siedler Burchard benannt, der im Jahre 1158 von Dompropst Gerhard in Cracau Land zur Urbarmachung erhalten hatte.
Bürgelstraße; Stadtteil Altstadt; PLZ 39104
Vormals: Yorckstraße
Benannt nach dem Astronom, Schriftsteller und Wissenschaftspublizisten Bruno H. Bürgel.
Burgenser Weg; Stadtteil Barleber See; PLZ 39126
Die Straße wurde nach der östlich von Magdeburg gelegenen Stadt Burg benannt.
Burger Straße; Stadtteil Gewerbegebiet Nord; PLZ 39126
Die Straße wurde nach der östlich von Magdeburg gelegenen Stadt Burg benannt.
Bürgerstraße; Stadtteil Stadtfeld Ost; PLZ 39108
Heute: Freiherr-vom-Stein-Straße
 ?
Burgkmairweg; Stadtteil Nordwest; PLZ 39128
Benannt nach dem Maler Hans Burgkmair der Ältere.
Burgstaller Weg; Stadtteil Neustädter Feld; PLZ 39128
Vormals:
- Mittelweg
- Kameruner Weg

Benannt nach dem südwestlich von Tangerhütte gelegenen Dorf Burgstall im Landkreis Börde.
Burgstraße; Stadtteil Diesdorf; PLZ 39110
Sehr kurze, aber älteste Straße Diesdorfs. Erstmalige Erwähnung fand sie als Borchstrate bereits 1488. Der Name verweist auf einen hier ursprünglich befindlichen Zufluchtsort für die Dorfbevölkerung.
Buschbreite; Stadtteil Ottersleben; PLZ 39116
 ?
Buschfeldstraße; Stadtteil Rothensee; PLZ 39126
 ?
Bussardweg; Stadtteil Stadtfeld West; PLZ 39110
Benannt nach der Vogelgattung Bussarde.
Buttergasse; Stadtteil Altstadt; PLZ 39104
Vormals: Schwertfegerstraße (bis 1698)
Heute: unbenannt
Seit 1698 war für diese Gasse an der Nordwest-Ecke des Alten Markts der Name Buttergasse gebräuchlich. Zuvor wurde die Straße zur benachbarten Schwertfegerstraße gezählt. Der Name Buttergasse dürfte darauf zurückzuführen sein, dass sich hier an Markttagen die Stände mit Butter befanden. Nach den Zerstörungen des Zweiten Weltkrieges und den sich nicht an die gewachsene Stadtstruktur haltenden Wiederaufbau, verschwand diese kleine Gasse aus dem Stadtbild. Heute trägt jedoch noch ein in einem in der Nähe befindlichen alten Gewölbe untergebrachtes Restaurant den Namen Buttergasse, so dass er im Sprachgebrauch noch präsent ist. Die Buttergasse befand sich in etwa östlich des heutigen Gebäudes der Markthalle und verlief in nord/südlicher Richtung.
Buttersteig; Stadtteil Cracau; PLZ 39114
Später: Otto-Braun-Straße
Heute: Cracauer Straße
Die Herkunft der historischen Bezeichnung Buttersteig ist nicht klar. Es wird die Ansicht vertreten, dass der Name auf die Funktion des Weges als Weg der Cracauer zum Markt nach Magdeburg zurückgeht, wo auch mit Butter gehandelt wurde; also Butterweg im Sinne von Weg zum Markt.
Nach anderer Ansicht war eine ursprüngliche Beschaffenheit des Weges Anlass zur Benennung. Der Weg führte danach durch sumpfiges Gelände, so dass es „butterte“. Tatsächlich befanden sich in der Nähe von Cracau sumpfige Stellen. Nach 1927 wurde das Gelände mit Schutt aus abgerissenen Festungsanlagen aufgefüllt und dann ab 1929 bebaut.